# David Rossi (decoratore)
David Rossi (talvolta anche Davide; Thiene, 6 settembre 1741 – Venezia, 20 settembre 1827) è stato un pittore, decoratore e architetto italiano.

## Biografia
Era figlio postumo di Davide e di Libera Carrara. Portato al disegno sin dalla giovanissima età, fu notato dal conte Orazio da Porto che lo affidò al quadraturista Girolamo Mengozzi Colonna quale tirocinante; questo avvenne probabilmente nel 1757, quando l'artista era impegnato con Giambattista e Giandomenico Tiepolo a villa Valmarana. 
Sempre sotto la protezione del da Porto, qualche mese dopo si stabilì a Venezia dove fu allievo di Francesco Zanchi, anch'egli specializzato in quadrature. Tornò poi nel Vicentino dove fu al servizio del suo mecenate; in particolare, lavorò nella sua dimora di Vicenza e nella sua villa di Thiene, collaborando con il più modesto Gaetano Costalonga.
Nel frattempo si fece notare come specialista in architetture dipinte e in ornati. Riscosse grande meraviglia il trompe-l'œil che realizzò nel 1769 nel giardino Valmarana di Vicenza, costituito da un arco trionfale di ordine dorico con prospettive di logge, templi e statue, concluso da un attico con finti bassorilievi di Giacomo Ciesa.
Decorò il soppalco della chiesa dei Santi Ambrogio e Bellino e, nel 1784, l’interno del teatro Nuovo con l'amico Paolo Guidolini, ma a decretarne il successo furono soprattutto le committenze private. 
Intervenne in palazzo Cordellina (1783-84 ca.) e in palazzo Loschi (dopo il 1786), il che fa presumere una collaborazione con l'architetto progettista Ottone Calderari. Potrebbe essere stato quest'ultimo a coinvolgerlo nelle decorazioni di un tinello a palazzo Barbaran da Porto e, nel 1796, del "soffitto ducale" del duomo di Thiene. 
Ebbe un rapporto molto stretto, quasi fraterno, con Ottavio Bertotti Scamozzi, che nel dicembre 1773 fu padrino di battesimo della primogenita del Rossi (nel febbraio precedente era convolato a nozze con Marina Lucchin). Su richiesta dell'amico, apprese da autodidatta la tecnica dell'incisione per poter concludere le illustrazioni de Le fabbriche e i disegni di Andrea Palladio (quattro tomi editi tra il 1776 e il 1783), in succedendo al troppo esoso Cristoforo Dall'Acqua; più tardi sarebbe stato sostituito a sua volta dai giovani Gaetano Vichi e Gaetano Testolini, formati da lui stesso.
Nel 1786 giunse a Venezia per dipingere degli ammezzati per conto di Zaccaria Morosini, ma finì per stanbilirvisi definitivamente. In città fu incredibilmente prolifico e, come ebbe a dire Antonio Diedo, non vi era «stanza nuziale, o per qualsivoglia altra guisa sontuosa, che non dimandasse al pennello del Rossi il suo più vivo splendore».
L'artista usava soggetti di matrice antiquaria per decorare soffitti secondo lo stile dei fratelli Robert e James Adam, il cosiddetto "classicismo dei cammei". Tra i suoi numerosi interventi, si ricordano quelli nei palazzi Andrighetti (con Costantino Cedini, Jacopo Guarana Giambattista Mengardi e Giovanni Scajario), Baglioni (con Pietro Moro), Barbarigo della Terrazza (con Guarana e Mengardi), Contarini-Jagher (con Giuseppe Bernardino Bison e Cedini), Foscarini ai Carmini (con Cedini), Gradenigo in rio Marin (con Bison e Cedini), Manfrin (con Mengardi), Mangilli (con Giambattista Canal), Michiel del Brusà (con Cedini e Guarana), Mocenigo-Gambara (con Canal), Querini Stampalia (con Guarana), Renier (con Cedini e Francesco Zugno), palazzo Sandi (con Cedini), Sangiantoffetti (con Cedini), Vendramin Calergi (con Cedini) e Vignola (con Scajaro).
Nel 1789, con Paolo Guidolini, entrò nel Collegio dei pittori di Venezia. Nel 1792 fu aggregato all'Accademia, divenendone presto maestro di architettura prospettica in sostituzione del defunto Agostino Mengozzi Colonna. 
A cavallo fra Sette e Ottocento la sua carriera raggiunse l'apice. Dopo aver costituito una "Società dipintori" con Giovanni Antonio Zanetti e Giuseppe Bernardino Bison, al 1800 al 1803 fu in palazzo Manin dove eseguì, tra l'altro, un ciclo di vedute di ville. Fu poi in palazzo Belloni Battagia, dove eseguì un soggetto già sperimentato con Luigi Ghini in villa Velo a Velo d'Astico: sulle pareti simulò un grande loggiato di ordine corinzio, dove furono ospitate scene storiche dipinte dal figurista Pietro Moro. Sempre con quest'ultimo, nel primo decennio del secolo, realizzò il suo capolavoro nel salone di villa Comello a Mottinello Nuovo: sui lati lunghi dell'ambiente simulò due grandi logge di ordine ionico, oltre le quali si intravedevano giardini con fontane, terrazze e padiglioni. Si segnalò poi a Treviso per conto degli Albrizzi, a Udine in palazzo Caratti, a Padova in palazzo Zulian (1795) e in palazzetto Gaudio (in questo caso ancora con Moro, 1810 ca.), a Vicenza nel palazzo del Casino Nuovo (con Ciesa, 1807-1808).
Spesso lavorò anche a progetti di decorazione "totale", realizzando anche i disegni per mobili e porcellane.
Per quanto riguarda l'attività architettonica, si citano il rinnovamento degli interni della chiesa di San Polo a Venezia (1799-1804), il rifacimento della facciata del palazzetto Balzafiori a Vicenza (commissionato dal genero Aniano Balzafiori, 1804-1805) e la costruzione della cappella Revedin a Ferrara (1808).
Nel 1807, in seguito alla riforma napoleonica degli istituti accademici, la cattedra di architettura prospettica da lui detenuta fu smembrata in tre diversi insegnamenti: architettura, assegnata a Giannantonio Selva, ornato, a Ferdinando Albertolli, e prospettiva, che rimase vacanti fino al 1811 quando, grazie all'intercessione di Antonio Canova, fu aggiudicata al Rossi. Nel frattempo era stato eletto membro della commissione pubblica per l'Ornato. 
In tarda età fu assistito da Tranquillo Orsi, che nominò suo successore. Morì a Venezia per un colpo apoplettico.